# Keshad Johnson
Keshad Ray Johnson (Oakland, 23 giugno 2001) è un cestista statunitense, professionista nella NBA con i Miami Heat.

## Carriera
Dopo aver completato la carriera collegiale prima con i San Diego State Aztecs e poi con gli Arizona Wildcats, non viene scelto al Draft NBA 2024, rimanendo undrafted. Firma poi un two-way contract con i Miami Heat, venendo poi associato alla squadra affiliata dei Sioux Falls Skyforce in G League.

## Statistiche

### College
| Anno      | Squadra          | PG  | PT  | MP   | TC%  | 3P%  | TL%  | RP  | AP  | PRP | SP  | PP   |
| --------- | ---------------- | --- | --- | ---- | ---- | ---- | ---- | --- | --- | --- | --- | ---- |
| 2019-2020 | SDSU Aztecs      | 18  | 0   | 5,9  | 35,3 | 22,2 | 37,5 | 1,7 | 0,2 | 0,3 | 0,1 | 1,9  |
| 2020-2021 | SDSU Aztecs      | 24  | 0   | 13,5 | 45,2 | 33,3 | 55,0 | 3,6 | 0,7 | 0,3 | 0,5 | 4,0  |
| 2021-2022 | SDSU Aztecs      | 32  | 32  | 23,8 | 55,3 | 18,2 | 64,4 | 4,5 | 1,0 | 0,7 | 0,6 | 7,2  |
| 2022-2023 | SDSU Aztecs      | 39  | 39  | 22,2 | 53,2 | 26,2 | 64,8 | 5,0 | 0,7 | 0,5 | 0,5 | 7,7  |
| 2023-2024 | Arizona Wildcats | 36  | 36  | 27,6 | 53,0 | 38,7 | 71,0 | 5,9 | 1,8 | 1,0 | 0,7 | 11,5 |
| Carriera  | Carriera         | 149 | 107 | 20,5 | 52,0 | 30,9 | 64,2 | 4,5 | 1,0 | 0,6 | 0,5 | 7,2  |

### NBA

#### Regular Season
| Anno      | Squadra    | PG | PT | MP  | TC%  | 3P%  | TL%  | RP  | AP  | PRP | SP  | PP  |
| --------- | ---------- | -- | -- | --- | ---- | ---- | ---- | --- | --- | --- | --- | --- |
| 2024-2025 | Miami Heat | 16 | 0  | 6,1 | 69,2 | 42,9 | 44,4 | 1,8 | 0,3 | 0,3 | 0,3 | 2,7 |
| Carriera  | Carriera   | 16 | 0  | 6,1 | 69,2 | 42,9 | 44,4 | 1,8 | 0,3 | 0,3 | 0,3 | 2,7 |

#### Playoffs
| Anno     | Squadra    | PG | PT | MP  | TC% | 3P% | TL% | RP  | AP  | PRP | SP  | PP  |
| -------- | ---------- | -- | -- | --- | --- | --- | --- | --- | --- | --- | --- | --- |
| 2025     | Miami Heat | 2  | 0  | 4,0 | 100 | -   | -   | 0,5 | 0,0 | 0,0 | 0,0 | 1,0 |
| Carriera | Carriera   | 2  | 0  | 4,0 | 100 | -   | -   | 0,5 | 0,0 | 0,0 | 0,0 | 1,0 |

### G League
| Anno      | Squadra           | PG | PT | MP   | TC%  | 3P%  | TL%  | RP  | AP  | PRP | SP  | PP   |
| --------- | ----------------- | -- | -- | ---- | ---- | ---- | ---- | --- | --- | --- | --- | ---- |
| 2024-2025 | S. Falls Skyforce | 32 | 32 | 35,1 | 51,5 | 30,4 | 68,6 | 8,3 | 2,3 | 1,3 | 1,2 | 17,6 |
| Carriera  | Carriera          | 32 | 32 | 35,1 | 51,5 | 30,4 | 68,6 | 8,3 | 2,3 | 1,3 | 1,2 | 17,6 |